# Широке (Василівський район)
Широ́ке — село в Україні, у Василівській міській громаді Василівського району Запорізької області. Населення становить 715 осіб. До 2020 орган місцевого самоврядування - Широківська сільська рада.

## Географія

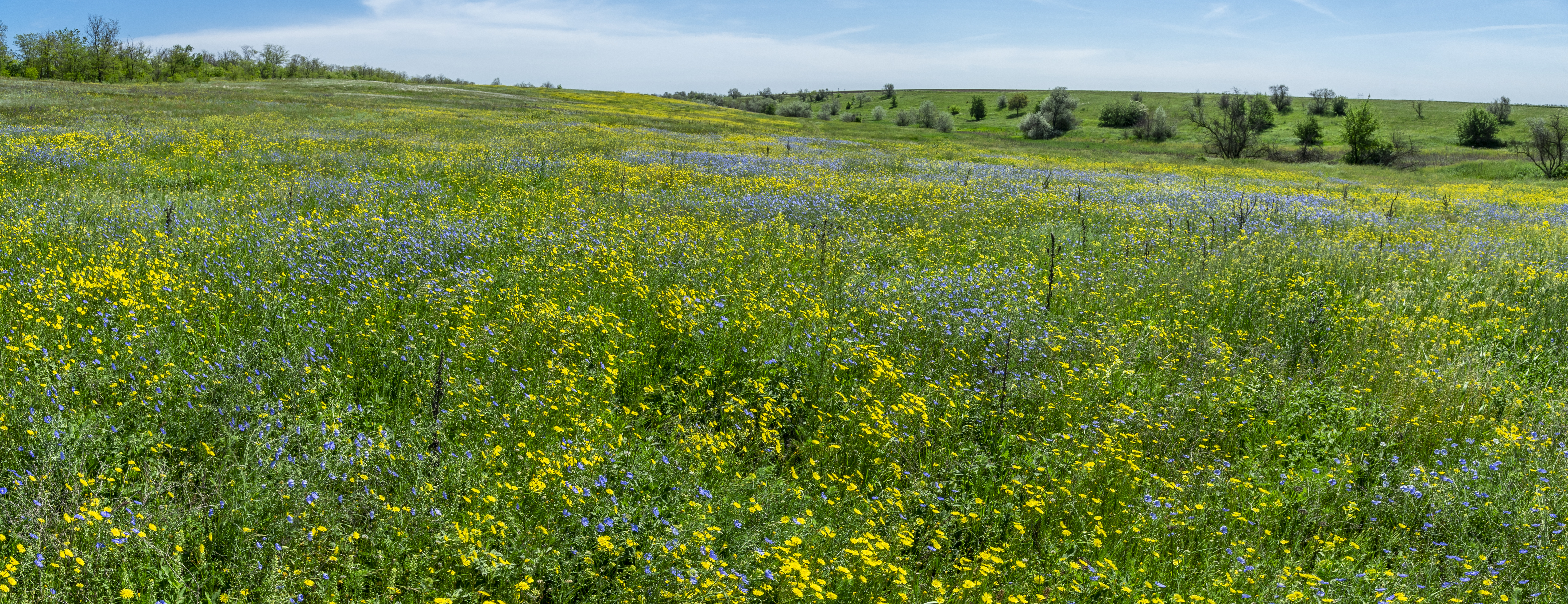
Краєвиди поруч з селом у Герпетологічному заказнику

Село Широке знаходиться на березі річки Карачокрак, за 10 км на південний схід від районного центру і за 14 км від залізничної станції Таврійськ. Нижче за течією примикає село Підгірне. Поруч проходить автомобільна дорога Н30. У селі балка Леліхова впадає у річку Карачокрак.

## Історія
Широке засноване наприкінці XVIII ст. вихідцями з Полтавської та Курської губерній. Носило назви Волкодави, потім перейменовано в село Еристівка.
У ніч на 13 березня 2015 року у селі було завалено пам'ятник Леніну.
12 червня 2020 року, відповідно до Розпорядження Кабінету Міністрів України від № 713-р «Про визначення адміністративних центрів та затвердження територій територіальних громад Запорізької області», увійшло до складу Василівської міської громади.
19 липня 2020 року, в результаті адміністративно-територіальної реформи та ліквідації колишнього Василівського району (1923—2020), село увійшло до складу новоутвореного Василівського району.

## Населення

### Мова
Розподіл населення за рідною мовою за даними :
| Мова       | Кількість | Відсоток |
| ---------- | --------- | -------- |
| українська | 654       | 91.47%   |
| російська  | 61        | 8.53%    |
| Усього     | 715       | 100%     |

## Об'єкти соціальної сфери
- Школа I—II ст.
- Дитячий садочок.
- Будинок культури.
- Фельдшерсько-акушерський пункт.